# Rond de serviette

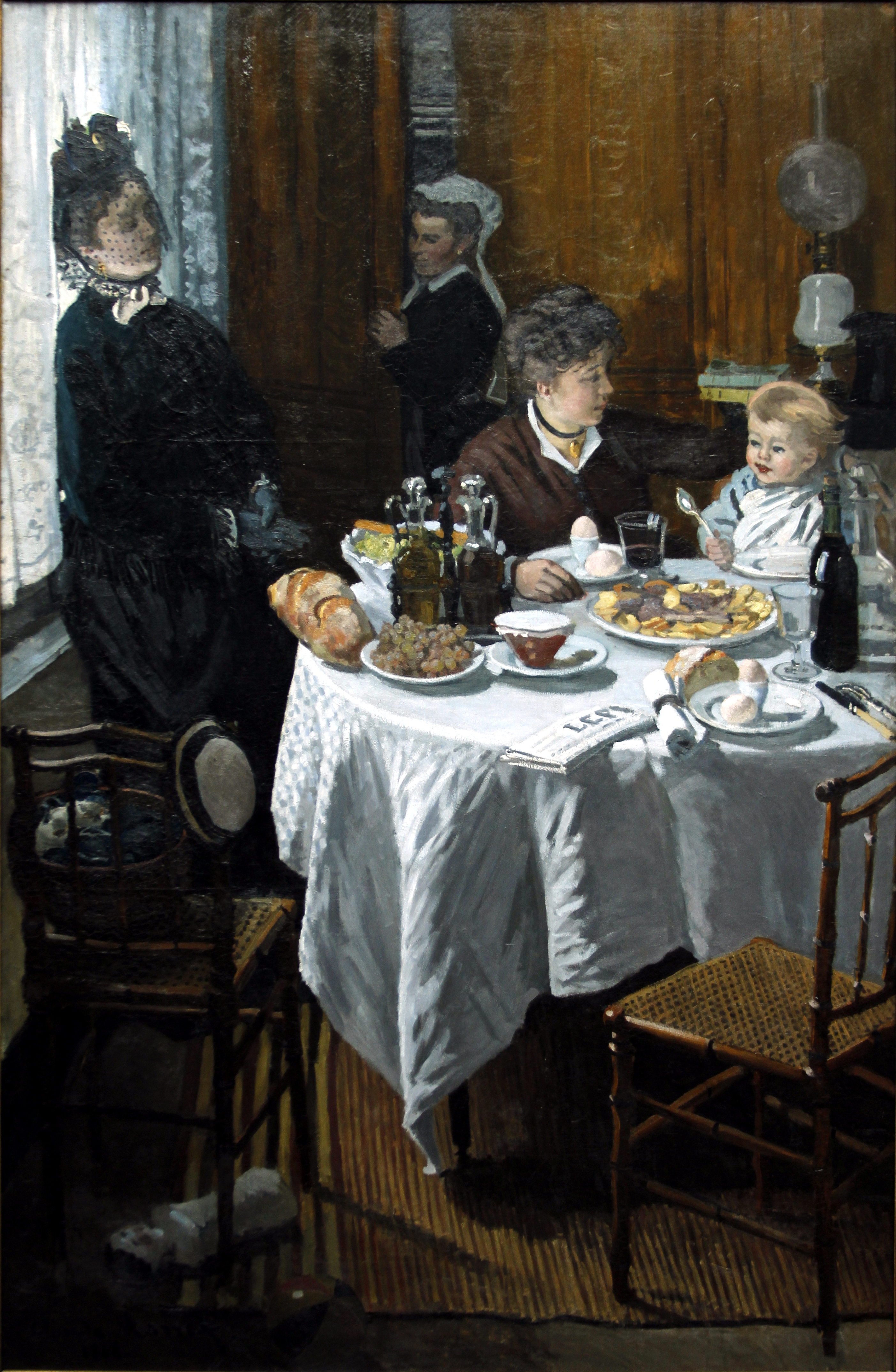
Claude Monet, Le Déjeuner, 1868.

Un rond de serviette est un objet servant à tenir une serviette de table roulée. Il peut être numéroté, ou gravé d’un prénom, de façon à différencier la serviette de chaque personne à chaque repas.
Les ronds de serviette permettent de ranger celles-ci entre les repas.

## Histoire
Apparu en France vers 1800, le rond de serviette s'est répandu dans toute la bourgeoisie européenne. Il était à l'origine en argent, mais d'autres matériaux ont rapidement été utilisés, comme de la corne, du bois, etc. 

## Mathématiques
En mathématiques, on appelle rond de serviette le volume obtenu en forant cylindriquement par un axe diamétral, une sphère de rayon R, par un foret de diamètre 2r (< 2R) : soit {\displaystyle L/2={\sqrt {R^{2}-r^{2}}}} ; alors le rond de serviette a une hauteur L.
Fait remarquable : le volume du rond de serviette ne dépend que de L et pas du rayon R : en effet, si le poignet est plus grand (r et donc R plus grand, l'épaisseur est plus mince, ce qui compense exactement l'augmentation de la circonférence : {\displaystyle V={\frac {\pi }{6}}L^{3}}